# Calenberger Bach
Der Calenberger Bach ist ein über seinen Unterlauf Holsterbach 9,1 km, über seinen linken Nebenfluss Bach vom Schlüsselgrund bzw. Zufluss vom Breunaer Wald sogar 13,8 km langer rechter (= südlicher) Nebenfluss der Diemel an der Nahtstelle der Landkreise Kassel (Nordhessen) und Höxter (Ostwestfalen).

## Verlauf
Der Holsterbach entspringt in Hessen, etwa 2 km südöstlich von Wettesingen (Gemeinde Breuna) an der Nordabdachung des Malsburger Waldes und fließt zunächst, den genannten Ort passierend, in Richtung Nordwesten auf die Grenze nach Nordrhein-Westfalen zu, wo er mit dem von links kommenden Bach vom Schlüsselgrund zusammenfließt.
Die Quelle des beim Zusammenfluss deutlich längeren und auch wasserreicheren Baches vom Schlüsselgrund befindet sich am Nordwestrand des Malsburger Waldes, etwa 2 km östlich von Breuna. Von dort aus verläuft der Bach bis zur Mündung in Richtung Nordwesten und passiert dabei zunächst den Schlüsselgrund am Südwestrand des sich anschließenden Breunaer Waldes.
Im Unterlauf passiert der Calenberger Bach in nördliche Richtungen verlaufend den namensgebenden Warburger Stadtteil Calenberg, um unmittelbar östlich der Kernstadt in die Diemel zu münden.